# Big Man (serie televisiva 2014)
Big Man (빅맨?, Bik maenLR) è una serie televisiva sudcoreana trasmessa su KBS2 dal 28 aprile al 17 giugno 2014.

## Trama
Kim Ji-hyuk è cresciuto orfano e indigente prima di decidere di cambiare vita e lavorare fino allo sfinimento per aprire un suo ristorante. Un giorno gli viene rivelato che è il fratello maggiore di Kang Dong-seok, l'erede di un chaebol che ha bisogno di un trapianto di cuore salvavita, ed entra a far parte della ricca famiglia Kang, per poi scoprire che era solo una bugia. Disgustato dalla corruzione dei Kang e dalle ingiustizie del mondo, Ji-hyuk decide di vendicarsi per proteggere se stesso e coloro che ama.

## Personaggi e interpreti
- Kim Ji-hyuk, interpretato da Kang Jin-hwan
- Kang Dong-seok, interpretato da Choi Daniel
- So Mi-ra, interpretata da Lee Da-hee
- Kang Jin-ah, interpretata da Jung So-min